# دوربین دولنزی بازتابی

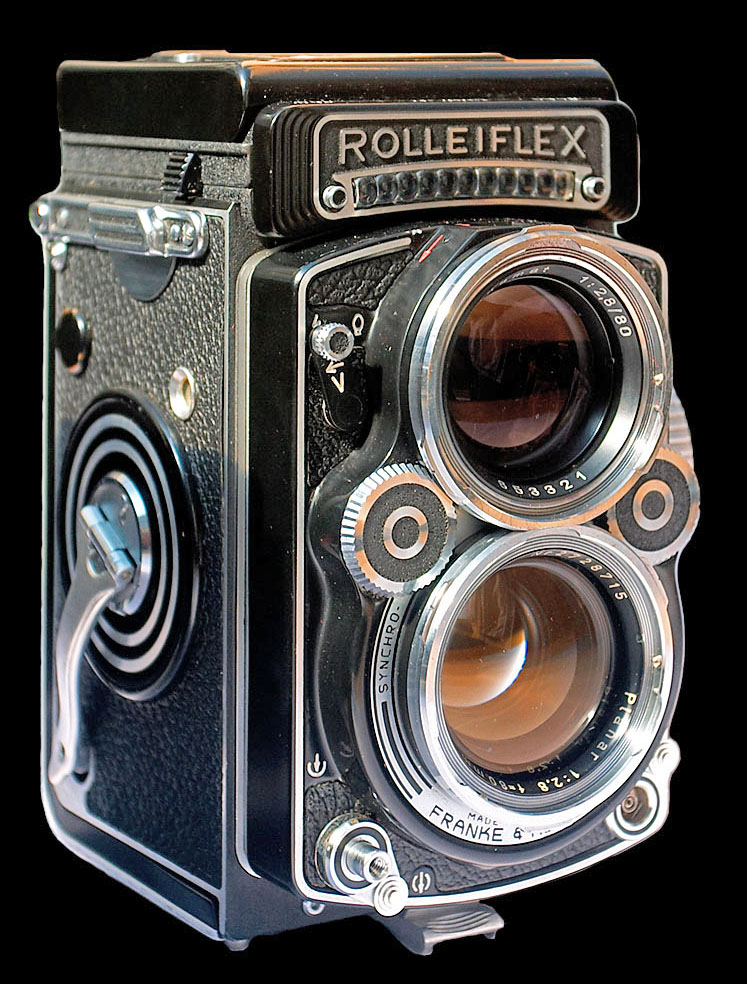
یک دوربین رولی دولنزی بازتابی

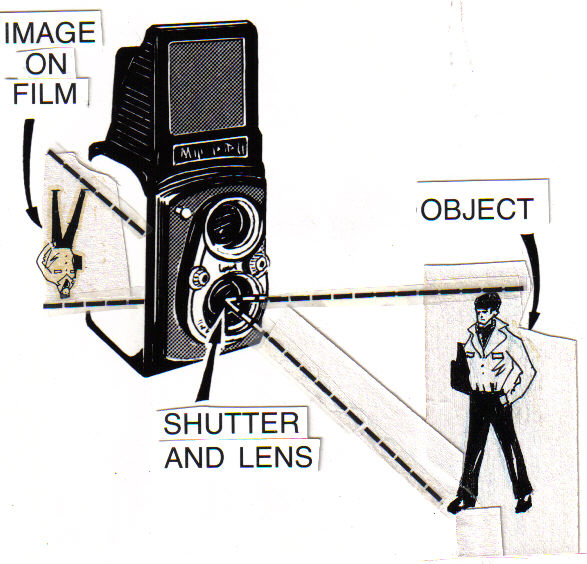
طرز تشکیل تصویر بر روی فیلم در دوربین دولنزی بازتابی

دوربین دولنزی بازتابی، یکی از مقبول‌ترین دوربین‌های عکاسی بود که طی سالیان متمادی تولید می‌شد. این دوربین‌ها در اندازه قطع متوسط عرضه شده‌اند.
اولین نوع این دوربین در سال ۱۹۲۹ م توسط هایدک Heidecke در آلمان ساخته شد که رولیفلکس نام دارد این دوربین‌ها دارای دو لنز در جلوی دوربین می‌باشد که هر یک در یک محفظه جداگانه قرار دارد ولی در ارتباط با هم کار می‌کنند و فاصله کانونی مشابهی دارند لنز بالایی به کمک یک آینه با زاویهٔ ۴۵ درجه ثابت در پشت ابژکتیو قرار گرفته و تصاویر را روی ششیه مات که در بالای دستگاه قرار گرفته منعکس می‌سازد و عکاس با دیدن تصویر روی شیشه مات تنظیم و کادر بندی را انجام می‌دهد لنز پایین عدسی اصلی است که تصویر موضوع را روی فیلم تشکیل می‌دهد. خطای پارالکس یا اختلاف منظر در این دوربین‌ها دیده می‌شود یعنی تصویری که در صفحه حساس ثبت می‌گردد کمی با تصویری که از ویزور دیده می‌شود متفاوت است.

## تصویر‌یابی
تصویر‌یابی و کادربندی در این نوع دوربین‌ها با لنز بالایی و با یک آیینه که زاویه ۴۵ درجه دارد، در نمایاب امکان‌پذیر می‌شود، و لنز پایینی تصویر را بر روی فیلم ایجاد می‌کند. با این حساب دو سیستم موازی برای نمایابی و تصویربرداری در این دوربین‌ها وجود دارد.

## خطای پارالکس
بخاطر وجود دو سیستم موازی در امر نمایابی و تصویربرداری، و عدم انطباق این دو سیستم، خطایی در انطباق تصویر نمایاب و فیلم وجود دارد. در دوربین‌های مامیا ۳۳۰ با قرار دادن شاخصی در نمایاب، سعی در اصلاح این خطا در کادربندی شده‌است.

## منظره‌یاب
منظره‌یاب‌های نوری  دوربین‌های دیجیتال کامپکت  که مجهز به سیستم اپتیکی ساده‌ای هستند می‌توانند در همان لحظه که زوم مورد نظر توسط لنز صورت گرفت آن را نمایش داده و همچنین شامل الگویی اپتیکی‌ای می‌باشند که به صورت موازی مشابه لنز اصلی دوربین عمل خواهد کرد. این گونه منظره یاب‌ها دارای اندازه کوچکی هستند که بزرگترین مشکل آن‌ها  قاب بندی نادرست می‌باشد. زمانی که منظره‌یاب در قسمت بالای لنز قرار گیرد، آنچه که شما از طریق منظره‌یاب مشاهده می‌کنید با آنچه لنز بر روی سنسور منعکس می‌کند متفاوت خواهد بود. این پدیده که  "خطای پارالکس " نام دارد، غالباً در فاصله‌های کم نسبت به سوژه قابل تشخیص خواهد بود. در بسیاری از مواقع منظره‌یاب نوری امکان مشاهده ۸۰ تا ۹۰ درصد از آنچه بر روی سنسور منعکس می‌شود را به کاربر می‌دهد. به منظور کادربندی صحیح استفاده از LCD  پیشنهاد می‌شود. به کاربرانی که از عینک‌های طبی استفاده می‌کنند توصیه می‌شود در صورت مجهز بودن دوربین به دیوپتر به منظور دستیابی به وضوح دقیق از این قابلیت استفاده کنند.

## نمایشگرهای LCD در دوربین‌های دیجیتال کامپکت
نمایشگرهای دوربین‌های کامپکت دیجیتال دارای قابلیت نمایش تصویر در همان لحظه که  تصویر توسط لنز بر روی سنسور  منعکس می‌شود بوده و به این ترتیب پدیده خطای پارالکس  رخ نخواهد داد. به این نوع مشاهده (Throught-The-Lens) یا همان TTLگفته می‌شود. استفاده زیاد از  LCD جهت کادربندی تصویر عمر باتری را کوتاه کرده و همچنین در محیط‌هایی با نور شدید کار را برای شما مشکل خواهد کرد، در چنین شرایطی شما می‌توانید از منظره‌یاب اپتیکی دوربین استفاده کنید. در بسیاری از انواع دوربین‌های دیجیتال تنها می‌توان از  LCD  جهت بازبینی تصاویر استفاده کرد و به امکان دستررسی به قابلیت "Live View" وجود نخواهد داشت..

## منظره یاب اپتیکی در دوربین‌های دیجیتال SLR
منظره‌یاب اپتیکی دوربین‌های دیجیتال SLR   عیناً همان تصویری را که از طریق لنز به واسطه یک آینه و منشور  بر روی سنسور منعکس می‌شود را بدون هیچگونه خطای پارالکسی نمایش می‌دهد. زمانی که شما دکمه شاتر را فشار می‌دهید آینه بالا رفته بنابراین سنسور از طریق لنز در معرض نور قرار می‌گیرد. به دلیل محدودیت‌های سنسور در دوربین‌های SLR کاربر می‌تواند عکس‌ها را پس از ثبت شدن از طریق LCD بازبینی کند، در واقع در اکثر دوربین‌های دیجیتال کاربر به قابلیت "Live View" دسترسی نخواهد داشت.

## واژه‌نامه
1. ↑  Twin-lens reflex camera